# 滾石香港黃金十年 (任賢齊)
滾石香港黃金十年是臺灣歌手任賢齊的流行音樂精選輯，於2003年4月28日正式發行。

## 曲目
1. 心太軟
2. 對面的女孩看過來
3. 浪花一朵朵
4. 傷心太平洋
5. 天使也一樣
6. 好聚好散
7. 花太香
8. 冰力十足
9. 飛鳥
10. 春天花會開
11. 小雪
12. 依靠
13. 我是一隻魚
14. 流著淚的你的臉
15. 我是有錢人